# Bretzfeld
Bretzfeld är en kommun och ort i Hohenlohekreis i regionen Heilbronn-Franken i Regierungsbezirk Stuttgart i förbundslandet Baden-Württemberg i Tyskland.
De tidigare kommunerna Adolzfurt, Bitzfeld, Brettach, Dimbach, Geddelsbach, Rappach, Scheppach, Schwabbach, Siebeneich, Unterheimbach, Waldbach uppgick i Bretzfeld mellan 1972 och 1977.